# Machete

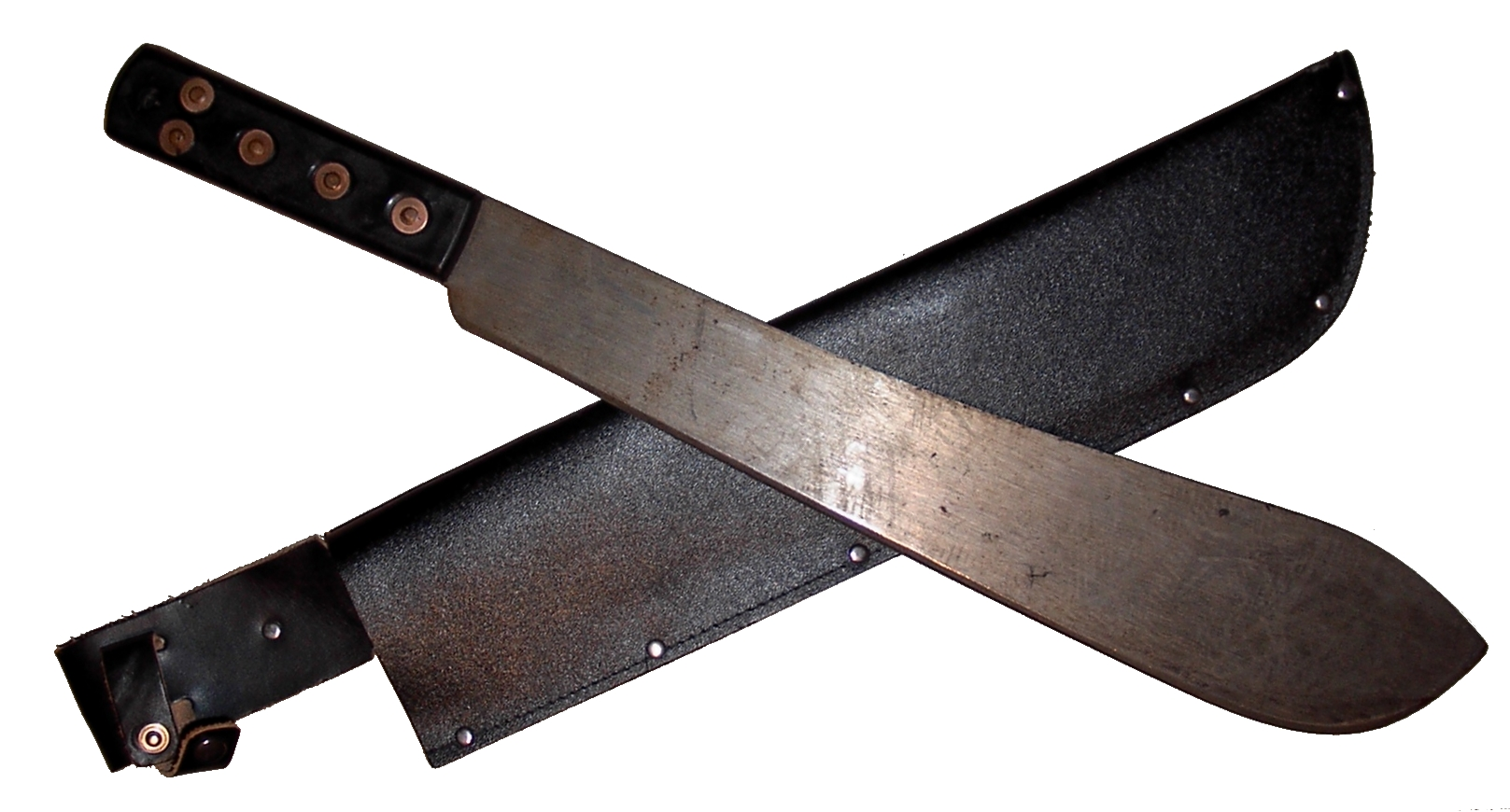
Un machete con fodero.

Un machete, italianizzato macete, è un coltello molto grande, principalmente usato nell'America Latina e in Africa come attrezzo forestale o agricolo, ma a volte anche come arma da mischia.
La lama di un machete è generalmente lunga più di 30 cm e di solito spessa meno di 3 mm, dritta, larga, dal taglio unilaterale e dalla punta leggermente ricurva.

## Etimologia
In lingua inglese il termine equivalente è matchet anche se il termine machete è più comune; nei Caraibi anglofoni, come Giamaica, Barbados, Guyana, Grenada, Trinidad e Tobago, il termine adoperato per questo strumento agricolo è cutlass; in Asia orientale è usato invece il termine "panga".

## Utilizzi

### Uso civile

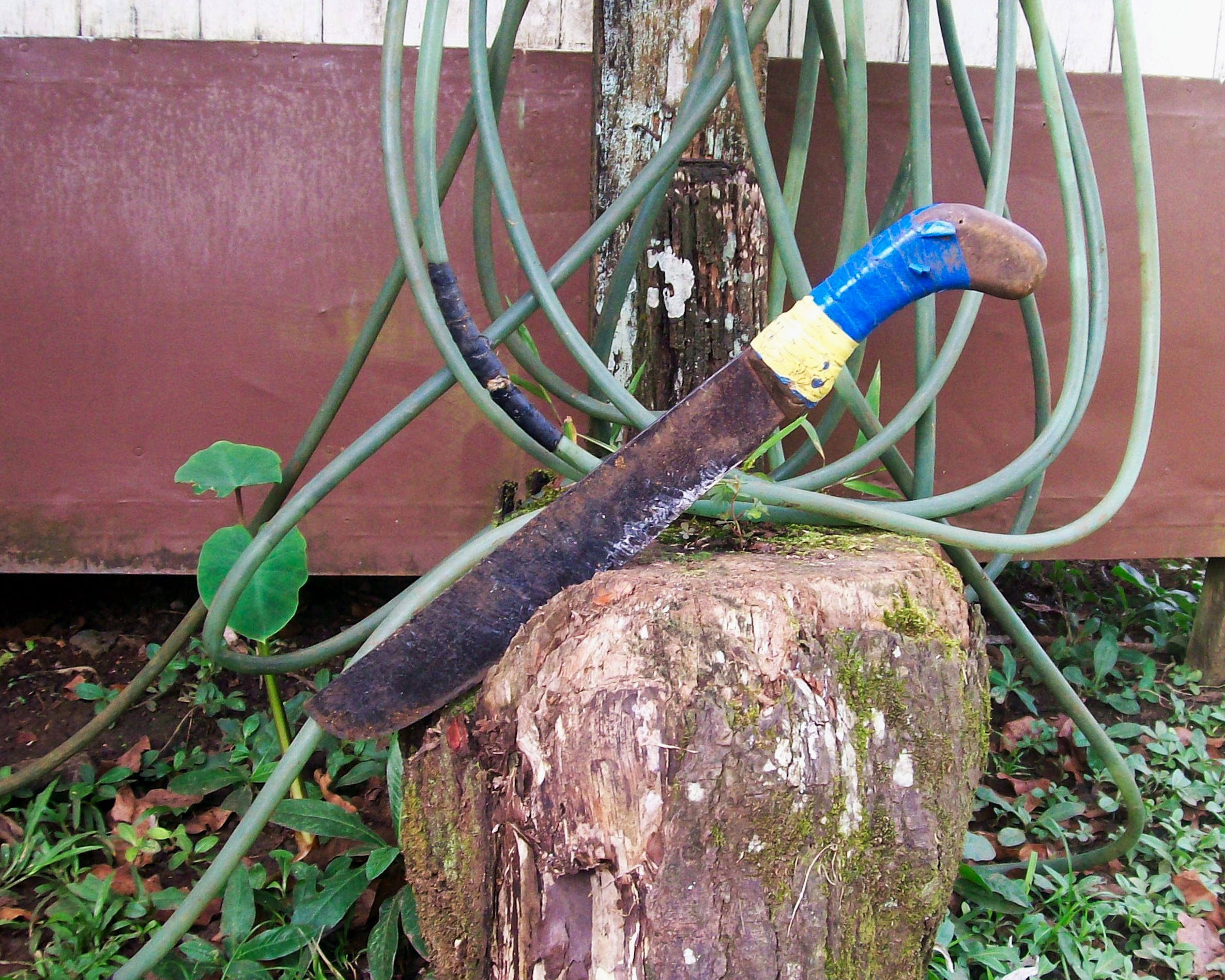
Un machete domestico.

In vari paesi tropicali e subtropicali, il machete è spesso usato per tagliare il sottobosco delle foreste pluviali e per scopi agricoli (per esempio tagliare la canna da zucchero). Oltre a questo, in America Latina è di uso comune per lavori domestici come tagliare a pezzi prodotti alimentari di grandi dimensioni, proprio come si usa una mannaia, o per eseguire compiti di taglio grezzo, come fare semplici manici di legno per altri strumenti. È comune vedere persone che usano il machete per altri lavori, come spaccare noci di cocco, lavori in giardino, rimuovere piccoli rami e piante, tagliare il cibo degli animali e sgombrare i cespugli.
In Cile veniva utilizzato, nella metà del Novecento, dagli spacciatori locali per tritare la canapa e veniva anche utilizzato come coltello da cucina per tagliare i frutti utilizzati nella creazione delle pietanze della zona.

### Come arma

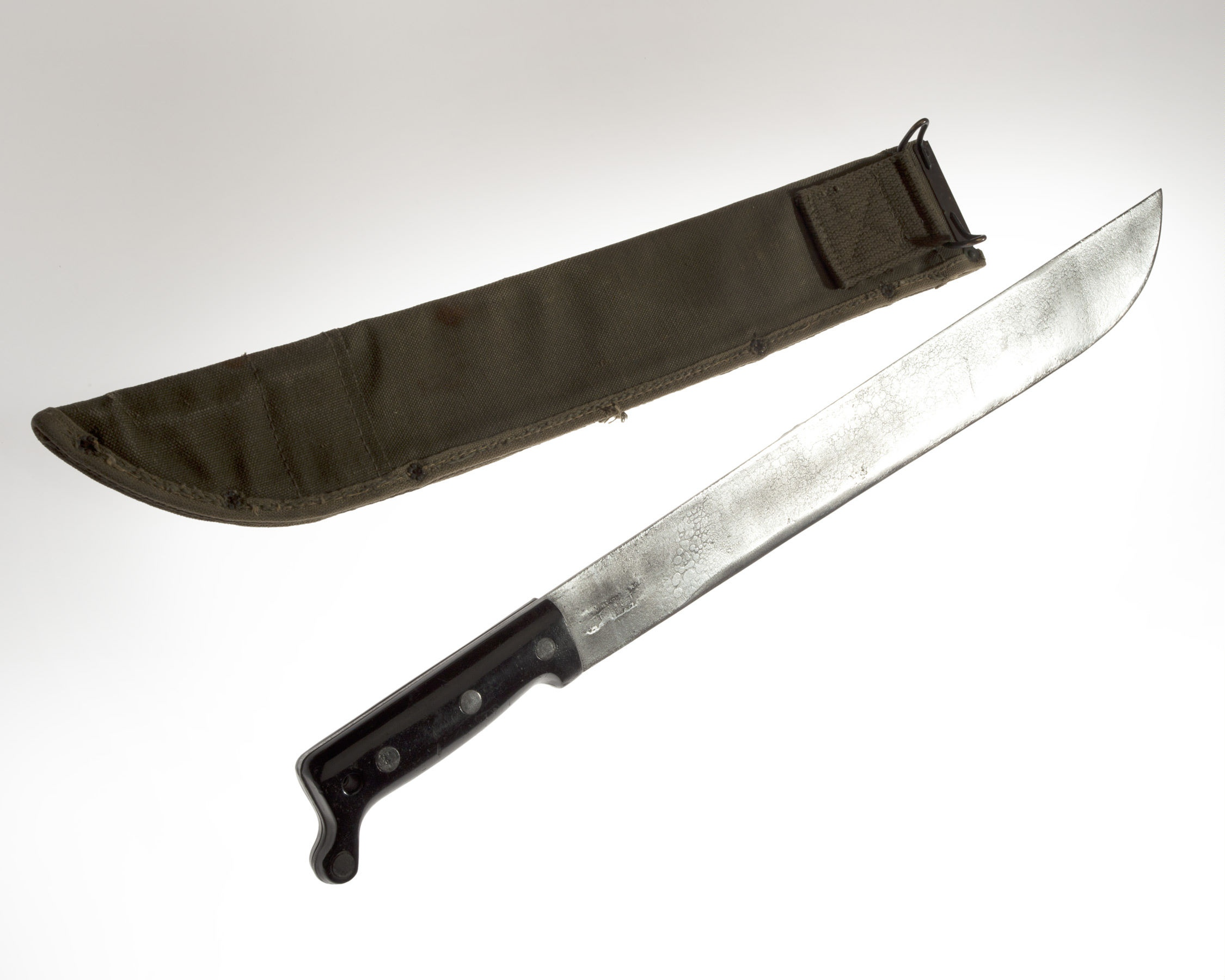
Machete dell'OSS con fodero.

Le persone in rivolta a volte usano i machete come armi. Il primo impiego militare viene fatto risalire a un istruttore di combattimento a corpo a corpo della Legione straniera francese e si ritiene che la sua applicazione in quest'ambito sia stata ideata in base alle esperienze sul campo di battaglia delle forze speciali statunitensi. Dato che in molti paesi tropicali il machete è uno strumento comunissimo, spesso è anche l'arma scelta per le rivolte. Los Macheteros, per esempio, sono un'organizzazione armata clandestina popolare portoricana, il cui nome ufficiale è Ejército Popular Boricua (esercito popolare Boricua).
Fu usato massicciamente in Ruanda dalle milizie hutu per sterminare i tutsi durante il genocidio del Ruanda nel 1994; era anche lo strumento distintivo nonché arma dei Tonton Macoute di Haiti.

## Influenza culturale

Bandiera dell'Angola.

Nella bandiera dell'Angola è disegnato un machete, insieme a una ruota dentata; l'Angola è l'unico paese che possiede una bandiera con un machete.
Lo stato brasiliano meridionale del Rio Grande do Sul ha una danza chiamata dança dos facões (danza dei machete) in cui i ballerini, che di solito sono uomini, sbattono i loro machete contro varie superfici mentre ballano, simulando una battaglia. Maculelê, danza e arte marziale afro-brasiliana, può essere eseguita anche con facões. Questa pratica è iniziata nella città di Santo Amaro (Bahia), nella parte nord-orientale del paese.
Nelle Filippine, il coltello bolo è usato nell'allenamento in eskrima, l'arte marziale indigena delle Filippine.

## Strumenti simili

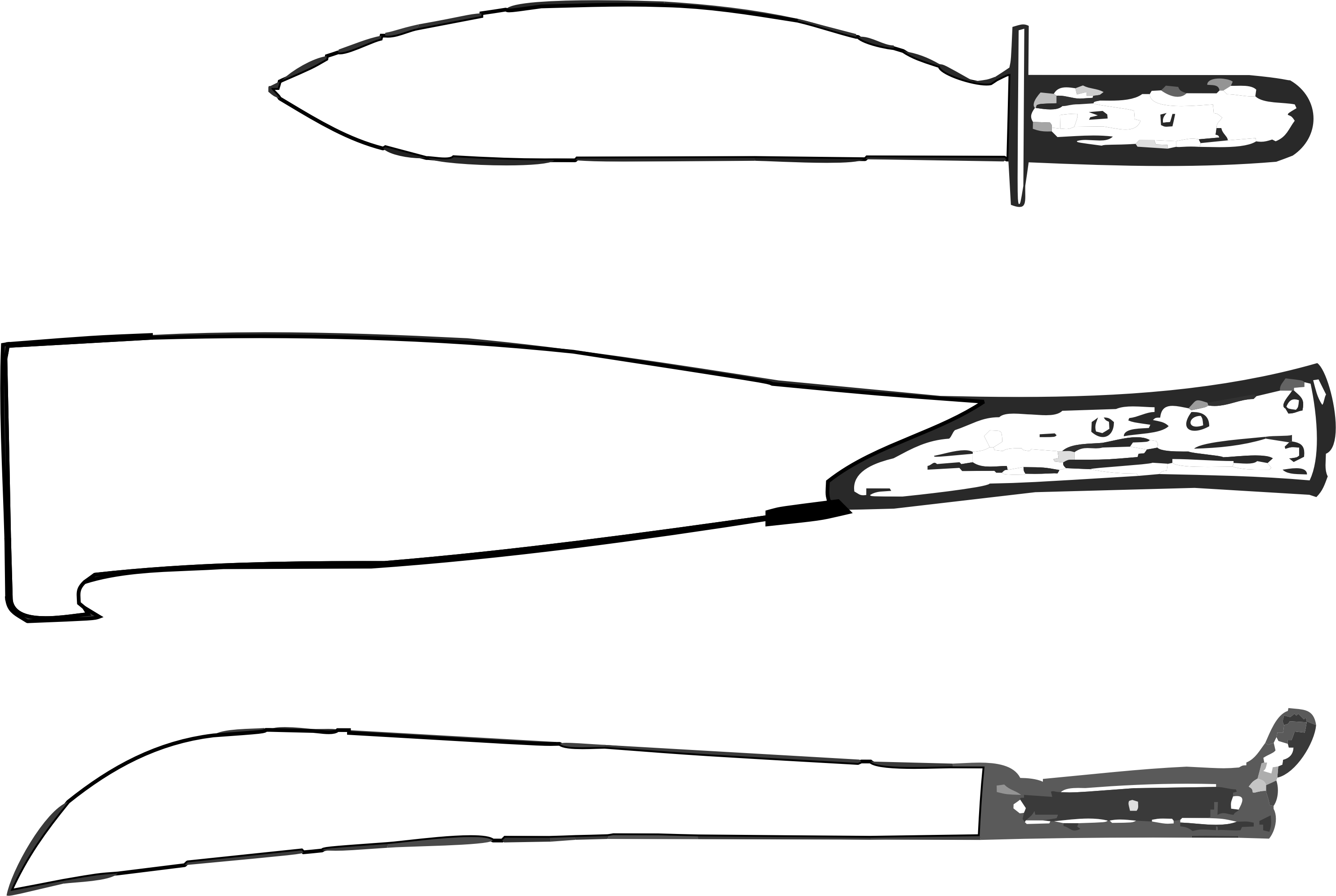
Diverse forme di machete.

Il panga o tapanga è una variante usata nell'Africa orientale e meridionale. La lama del panga si allarga sul retro e ha una lunghezza da 41 a 46 cm. La parte superiore inclinata della lama può essere affilata.
Altri strumenti simili includono il parang e il golok (dalla Malesia e dall'Indonesia); tuttavia, questi tendono ad avere lame più corte e più spesse con una macinatura primaria e sono più efficaci sulla vegetazione legnosa.
Altri strumenti simili includono:
- Kopis
- Kukri
- Macuahuitl
- Seax